# Liste der Mitglieder des Gothaer Landtags (1913–1918)
Diese Liste nennt die Mitglieder des Gothaer Landtags in seiner Wahlperiode 1913–1918.
| Wahlbezirk | Name               | Stand                                                                      | Ort             | Anmerkung                                            |
| ---------- | ------------------ | -------------------------------------------------------------------------- | --------------- | ---------------------------------------------------- |
| I          | Otto Geithner      | Redakteur                                                                  | Gotha           |                                                      |
| II         | Gottfried Moßler   | Senator                                                                    | Gotha           | Alterspräsident, Schriftführer                       |
| III        | Otto Liebetrau     | Oberbürgermeister                                                          | Gotha           | Präsident                                            |
| IV         | Hugo Zentgraf      | Expedient                                                                  | Gotha           |                                                      |
| V          | Fischer            | Geschäftsführer                                                            | Ohrdruf         | Das Mandat wurde im Rahmen der Wahlprüfung aberkannt |
| VI         | Emil Piegsa        | Fabrikarbeiter                                                             | Waltershausen   |                                                      |
| VII        | Karl Grübel        | Kommerzienrat                                                              | Gotha           | stellvertretender Schriftführer                      |
| VIII       | Wilhelm Bock       | Kaufmann                                                                   | Gotha           |                                                      |
| IX         | Heinrich Wolf      | Materialwarenhändler                                                       | Dietharz        |                                                      |
| X          | Hartung            | Landwirt                                                                   | Wechmar         |                                                      |
| XI         | Wilhelm Schauder   | Bildhauer                                                                  | Ohrdruf         |                                                      |
| XII        | Wiegleb            | Schriftsetzer                                                              | Friedrichroda   |                                                      |
| XIII       | Simon Köllner      | Drechsler                                                                  | Ruhla           |                                                      |
| XIV        | Richard Leutheußer | Landrat                                                                    | Waltershausen   |                                                      |
| XV         | Weitemeyer         | Gutsbesitzer                                                               | Oesterbehringen |                                                      |
| XVI        | Ostückenberg       | Gutsbesitzer                                                               | Gräfentonna     |                                                      |
| XVII       | August Görlach     | Landwirt                                                                   | Wolschleben     |                                                      |
| XVIII      | Dr. Botho Dietzsch | Geheimer Regierungsrat, Generaldirektor der Gothaer Feuerversicherungsbank | Gotha           | Vizepräsident                                        |
| XIX        | Adolf Herzer       | Schultheiß                                                                 | Bischleben      |                                                      |

In den ständigen Ausschuss wurden Liebetrau, Moßler, Wolf, Grübel und Görlach gewählt.